# 西洋拟隆胎鳚
西洋擬隆胎鳚（學名：Emblemariopsis occidentalis），為輻鰭魚綱鳚形目煙管鳚科擬隆胎鳚屬的一種，分布於西大西洋巴哈馬及小安地列斯群島海域，深度1至41公尺，本魚體細長纖細，頭短而鈍，無刺，鼻子有一對光滑的骨脊，眼上方有1個短觸鬚，上顎兩側各有1排，每排6-7顆牙齒，無側線、無鱗片，背鰭硬棘19枚、背鰭軟條13枚、臀鰭硬棘2枚、臀鰭軟條13枚，雄魚頭部黑色，身體半透明，背鰭棘狀黑色，前棘外緣紅色，兩種顏色之間有一條白線；雌魚體半透明，頭部下側有紅色斑點，頭頂中央有粉紅色斑點，前有彎曲的斑點線，細長的背刺有淡白色和棕色斑點，頭部下部有紅色斑點，體長可達1.9公分，棲息在珊瑚礁海域，通常躲在珊瑚內，以浮游動物為食，雌魚產附著性卵，由雄魚守護魚卵，生活習性不明。